# Uživo, Split
Uživo, Split je DVD koncerta Mate Bulića na Starom placu u Splitu.

## Popis pjesama
1. Bećar
2. Čujem draga, bit će svatovi
3. Okovi ljubavi
4. Ima jedna mala
5. Ej sudbino sestro
6. Dodijalo pajdo
7. Bog samo zna
8. Mala moja oko plavo
9. Tiho teče Neretva
10. Pune čaše ispijam
11. Ja još uvijek kao momak živim
12. Ej, kavano

## Vanjske poveznice
Informacije o albumu na "diskografija.com"